# Harald Cerny
Harald Cerny (ur. 13 września 1973 w Wiedniu) – austriacki piłkarz grający na pozycji prawego pomocnika.

## Kariera klubowa
Rodzina Haralda pochodzi z Czech i przed wyjazdem do Austrii nosiła nazwisko Černý. Harald urodził się w Wiedniu, ale piłkarską karierę rozpoczął w małym amatorskim klubie o nazwie ASV Hinterbrühl. W jego barwach występował do 1992 roku i wtedy zainteresował się nim FC Swarovski Tirol, ale zawodnik został wypożyczony do niemieckiego Bayernu Monachium, najbardziej utytułowanego klubu w tym kraju. Do tej drużyny ściągnął go ówczesny szkoleniowiec Bawarczyków, Erich Ribbeck. W Bundeslidze młody Austriak zadebiutował 25 września w wygranym 2:1 wyjazdowym spotkaniu z Borussią Dortmund. Natomiast pod koniec października zdobył swojego pierwszego gola w lidze i jedynego w barwach Bayernu – zespół z Monachium pokonał wówczas 3:2 VfB Stuttgart. W 1993 roku wywalczył z FCB wicemistrzostwo, a grał tam także w rundzie jesiennej sezonu 1993/1994, w którym Bayern został mistrzem Niemiec.
W trakcie sezonu 1993/1994 Cerny wrócił do Austrii i został piłkarzem Tirolu Innsbruck. Tam występował w podstawowej jedenastce i w kolejnych trzech sezonach był jednym z najlepszych strzelców zespołu grając w linii pomocy m.in. z Peterem Stögerem i Rolandem Kirchlerem. W klubie z Innsbrucka grał do końca 1995 roku i w zimowym oknie transferowym odszedł z klubu, który przechodził kłopoty finansowe.
W 1996 roku Harald znów występował w Monachium, tym razem w zespole TSV 1860 Monachium. W zespole prowadzonym przez Wernera Loranta swój pierwszy mecz rozegrał 10 lutego przeciwko FC St. Pauli, wygrany przez TSV 2:0. W pierwszym sezonie był rezerwowym dla pary napastników Olaf Bodden – Bernhard Winkler, ale z czasem został przesunięty z ataku do pomocy i na pozycji prawego pomocnika występował w wyjściowej jedenastce TSV. Przez kolejne lata był podstawowym zawodnikiem zespołu, a w sezonie 2000/2001 wystąpił z nim w Pucharze UEFA. W 2004 roku spadł z "Die Löwen" do 2. Bundesligi i tam grał w następnych sezonach. W sezonie 2005/2006 doznał kontuzji, przez co w kolejnym w ogóle nie pojawił się na boisku i wtedy też postanowił zakończyć piłkarską karierę w wieku 34 lat. Dla TSV zagrał 263 razy i zdobył 17 goli.
| Sezon   | Klub               | Kraj    | Rozgrywki     | Mecze | Bramki |
| ------- | ------------------ | ------- | ------------- | ----- | ------ |
| 1990/91 | ASV Hinterbrühl    | Austria | 3. liga       | ?     | ?      |
| 1991/92 | ASV Hinterbrühl    | Austria | 3. liga       | ?     | ?      |
| 1992/93 | Bayern Monachium   | Niemcy  | Bundesliga    | 13    | 1      |
| 1993/94 | Bayern Monachium   | Niemcy  | Bundesliga    | 3     | 0      |
| 1993/94 | FC Tirol Innsbruck | Austria | Bundesliga    | 22    | 7      |
| 1994/95 | FC Tirol Innsbruck | Austria | Bundesliga    | 34    | 8      |
| 1995/96 | FC Tirol Innsbruck | Austria | Bundesliga    | 34    | 8      |
| 1995/96 | TSV 1860 Monachium | Niemcy  | Bundesliga    | 16    | 2      |
| 1996/97 | TSV 1860 Monachium | Niemcy  | Bundesliga    | 34    | 3      |
| 1997/98 | TSV 1860 Monachium | Niemcy  | Bundesliga    | 25    | 2      |
| 1998/99 | TSV 1860 Monachium | Niemcy  | Bundesliga    | 29    | 3      |
| 1999/00 | TSV 1860 Monachium | Niemcy  | Bundesliga    | 32    | 2      |
| 2000/01 | TSV 1860 Monachium | Niemcy  | Bundesliga    | 24    | 0      |
| 2001/02 | TSV 1860 Monachium | Niemcy  | Bundesliga    | 23    | 2      |
| 2002/03 | TSV 1860 Monachium | Niemcy  | Bundesliga    | 31    | 2      |
| 2003/04 | TSV 1860 Monachium | Niemcy  | Bundesliga    | 24    | 0      |
| 2004/05 | TSV 1860 Monachium | Niemcy  | 2. Bundesliga | 15    | 0      |
| 2005/06 | TSV 1860 Monachium | Niemcy  | 2. Bundesliga | 10    | 2      |
| 2006/07 | TSV 1860 Monachium | Niemcy  | 2. Bundesliga | 0     | 0      |

## Kariera reprezentacyjna
W reprezentacji Austrii Cerny zadebiutował 10 marca 1993 roku w wygranym 2:1 spotkaniu z Grecją. W 1998 roku został powołany przez Herberta Prohaskę do kadry na Mistrzostwa Świata we Francji. Na tym turnieju wystąpił we dwóch spotkaniach: zremisowanych po 1:1 z Kamerunem oraz z Chile. Ostatni mecz w reprezentacji rozegrał w 2004 roku. W kadrze narodowej wystąpił 47 razy i zdobył 4 gole.